# Шугалеи (Лельчицкий район)
 Шугалеи (бел. Шугалеі) — деревня в Симоничском сельсовете Лельчицкого района Гомельской области Беларуси.
На юго-востоке урочище Городецкое.

## География

### Расположение
В 31 км на северо-запад от Лельчиц, 96 км от железнодорожной станции Ельск (на линии Калинковичи — Овруч), 246 км от Гомеля.

### Гидрография
На западе река Круховец (приток реки Свиновод).

## Транспортная сеть
Транспортные связи по просёлочной, затем автомобильной дороге Симоничи — Лельчицы. Застройка односторонняя, деревянная, усадебного типа.

## История
Основана в начале XX века переселенцами из соседних деревень. В 1908 году в Лельчицкой волости Мозырского уезда Минской губернии. В 1929 году организован колхоз «Ленинский путь», работали кузница и мастерская по производству колёс. Во время Великой Отечественной войны в апреле 1943 года оккупанты сожгли деревню и убили 3 жителей. Согласно переписи 1959 года в составе колхоза «Прогресс» (центр — деревня Симоничи).

## Население

### Численность
- 2004 год — 2 хозяйства, 3 жителя.

```
 2015 год — 1 хозяйство, 1 житель
 Май 2020 год -- деревня вымерла.
```

### Динамика
- 1908 год — 5 дворов, 35 жителей.
- 1917 год — 309 жителей.
- 1925 год — 55 дворов.
- 1940 год — 56 дворов 231 житель.
- 1959 год — 139 жителей (согласно переписи).
- 2004 год — 1 хозяйства, 1 жителя.